# LBV 1806-20
LBV 1806-20 é uma estrela hipergigante ou possivelmente uma estrela binária, que se encontra a uma distância de 30.000 a 49.000 anos-luz do Sol, perto do centro da galáxia. O sistema tem uma massa de 130 a 200 massas solares e uma luminosidade variável de 38 milhões vezes a do Sol, comparável com Eta Carinae ou Estrela da Pistola, todas estrelas variáveis azuis luminosas. Seu tipo espectral está classificado como entre O9 e B2.
Apesar de sua luminosidade ser invisível na Terra, o que vemos é menos da bilionésima parte de sua luz, o resto é absorvido pelo gás e a poeira interestelar. Sua magnitude aparente é +35 no visível e magnitude 8 em comprimento de onda de 2 micrômetros no infravermelho próximo.

## Localização
LBV 1806-20 se encontra no outro lado da galáxia, no centro da radio-nebulosa G10.0-0.3, formada pelos tremendos ventos estelares produzidos pela estrela. Está no extremo do aglomerado Cl* 1806-20, que forma parte de W31, uma das maiores regiões de H II da Via-Láctea. Este aglomerado contém outras estrelas supermassivas, com duas estrelas de Wolf-Rayet, ricas em carbono (WC9d e WCL), duas hipergigantes azuis e um magnetar (SGR 1806-20).

## Teoria de formação
As teorias atuais de formação estelar indicam uma estrela deve ter como máximo 120 massas solares, inferior à massa mínima estimada de 130 massas solares de LBV 1806-20. Recentes estudos de espectroscopia de alta resolução, detectaram que pode existir uma companheira, sendo que, neste caso, a massa de cada uma das estrelas consideravelmente é inferior ao limite máximo para a formação estelar.

## Ligações internas
- «Versão espanhola» (em espanhol)
- «Versão inglesa» (em inglês)